# Tetraodon mbu
Tetraodon mbu är en fiskart som beskrevs av George Albert Boulenger 1899. Tetraodon mbu ingår i släktet Tetraodon och familjen blåsfiskar. Inga underarter finns listade i Catalogue of Life.
Arten når en längd av 67 cm och en vikt av 6,8 kg. När den fyller ett säckliknande organ vid buken med vatten eller luft ser den betydlig större ut.
Tetraodon mbu förekommer i Kongofloden och i olika bifloder. Födan utgörs främst av blötdjur och insekter.
Regionala populationer hotas när våtmarker omvandlas. Hela populationen bedöms som stor. IUCN kategoriserar arten globalt som livskraftig.